# دینو بالاکچ
دینو بالاکچ (به ایتالیایی: Dino Ballacci) بازیکن فوتبال و اهل ایتالیا است که از سال ۱۹۵۴ میلادی عضو تیم ملی فوتبال ایتالیا بوده و در ۱ بازی ملی حضور داشته‌است. او در بازی‌های ملی‌اش گلی به ثمر نرساند.
دینو بالاکچ آخرین بازی ملی خود را در سال ۱۹۵۴ میلادی انجام داد.